# NGC 4143
NGC 4143 este o liner situată în constelația Câinii de Vânătoare. A fost descoperită în 14 ianuarie 1788 de către William Herschel. Se află la o distanță de 15,85 megaparseci de Pământ.